# Oxalis adenophylla
L'ossalide rosa (Oxalis adenophylla Gill. ex Hook. & Arn., 1833) è una piccola pianta erbacea appartenente alla famiglia delle Oxalidacee, diffusa in Cile e Argentina.